# Obucola
Obucola là một chi bướm đêm thuộc họ Erebidae.